# Massacra
Massacra – francuski zespół thrash/deathmetalowy działający w latach 1986–1997. 
Massacra był jednym z dominujących zespołów death/thrash metalowych we wczesnych latach 90. we Francji. Po nagraniu trzech demówek w latach 80., udało im się podpisać kontrakt z niemiecką wytwórnią Shark Records, co zaowocowało debiutanckim albumem Final Holocaust wydanym w 1990. Po wydaniu dwóch udanych albumów Enjoy the Violence oraz Signs of the Decline zespół rozwiązał kontrakt z wytwórnią w 1993 roku z powodu nieporozumień wynikających z podążaniem za nowymi trendami przez wytwórnię.
Grupa podpisała nowy kontrakt z dużą wytwórnią Phonogram. Zespół zadecydował, aby nie powielać stylów muzycznych z poprzednich albumów, więc wydany w 1994 roku album Sick charakteryzuje się riffami groove-metalowymi utrzymanymi w średnim tempie. Muzycznie przypomina on ówczesną Metallikę, natomiast wokal i teksty przypominające Rona Brodera z zespołu Coroner. 
Niektórzy członkowie zespołu w 1996 roku sformowali poboczny projekt w klimatach industrialnych o nazwie Zero Tolerance i wydali album nakładem Active Records. 
6 czerwca 1997 z powodu raka skóry zmarł Fred Duval w wieku 29 lat. Zespół został rozwiązany. 

## Muzycy

### Ostatni znany skład zespołu
- Fred Duval – wokal, gitara (1986–1997)
- Jean Marc Trisani – gitara (1986–1997)
- Pascal Jorgensen – gitara basowa, wokal (1986–1997)
- Björn Crugger – perkusja (1995–1997)

### Byli członkowie zespołu
- Chris Palengat – perkusja (1988–1991)
- Matthias Limmer – perkusja (1992–1994)

## Dyskografia

### Albumy studyjne
- Final Holocaust (1990)
- Enjoy the Violence (1991)
- Signs of the Decline (1992)
- Sick (1994)
- Humanize Human (1995)

### Dema
- Legion of Torture (1987)
- Final Holocaust (1988)
- Nearer from Death (1989)

### Kompilacje
- Apocalyptic Warriors Pt. 1 (2000)